# Satilla
Satilla – jednostka osadnicza w Stanach Zjednoczonych, w stanie Georgia, w hrabstwie Glynn.